# 春日鉱山 (鹿児島県)
春日鉱山（かすがこうざん）は、鹿児島県枕崎市春日に所在する、金および含金珪酸鉱を産出する鉱山である。枕崎市の市街地中心部から西に約5キロメートルのところに所在する。春日鉱山株式会社が操業を行っている。

## 地質
春日鉱山の採掘対象鉱床は高硫化型熱水性金鉱床であるとされ、別名南薩型金鉱床と呼ばれ、同じ枕崎市の岩戸鉱山および隣の南九州市の赤石鉱山と同様のものである。鉱山は標高65メートルから150メートル程度の丘陵地に存在する。
この付近の基盤となる地層はジュラ紀の四万十層群（川辺層群）であり、砂岩と頁岩の互層になっている。この上に不整合に被覆する南薩層群および南薩中期火山岩類が分布する。南薩層群は主に輝石安山岩の溶岩と輝石角閃石安山岩の火山砕屑岩からなる。南薩中期火山岩類は、輝石角閃石安山岩、凝灰角礫岩、凝灰岩などからなる。同じ南薩型金鉱床でも、岩戸鉱山と春日鉱山は南薩層群上部層の輝石安山岩や同質の火山砕屑岩に胚胎するが、赤石鉱山はより若い南薩中期火山岩類を鉱床母岩とする違いがある。またこれら3鉱山では主に珪化岩に鉱床が生成している一方、枕崎市内にある鹿篭鉱山は含金銀石英脈鉱床であり、四万十層群の砂岩・頁岩中に生成するという違いがある。さらにその上に約25,000年前の阿多火砕流の溶結凝灰岩が低地を埋めるように分布し、その上位に軽石凝灰岩を主とするシラスが分布する。

### 鉱床の形成
春日鉱山は、珪化岩体を鉱体としており、東西約500メートル、南北約200メートル、厚さ約100メートルの範囲に存在する。ほかに周辺に潜頭鉱床として3か所が知られている。鉱床は、南薩層群中に胚胎する塊状含金銀珪酸鉱である。
第三紀の緑泥石化・炭酸塩化・曹長石化作用をうけた凝灰岩、角礫凝灰岩、変朽安山岩などを珪化交代した塊状の珪化岩中に鉱床が形成されている。第四紀初期の火山活動に伴う熱水変質作用によりこうした珪化交代が起き、珪化岩体を取り巻いて同じ熱水変質作用により累帯的変質帯が発達している。この珪化岩中の弱い部分を通じて二次的に金を含む鉱液が上昇浸透して空隙や空洞に沈殿し、鉱染型の鉱床を形成した。
春日鉱山の明礬石に対するカリウム-アルゴン法による年代測定では550万年前±40万年前と測定されており、南薩型鉱床3鉱山ではもっとも古い。これは火山活動と鉱化作用が西から東へ移る傾向にあったことを示している。これらの3鉱山の中では、春日鉱山の金品位がもっとも低い。

## 歴史
春日鉱山は、1901年（明治34年）に地元の森嘉五郎という人物が鉄鉱山として試掘を行ったことに始まる。試掘の結果有望な金鉱石を発見して、鹿児島県内の今藤矢太夫、吉村兼高の両名が採掘権を取得した。さらに1915年（大正4年）になり福岡県の阿部元松が譲り受けて、西鹿籠馬込に水力を利用した乾式製錬場を設置して製錬を開始した。1917年（大正6年）には神戸市の日本金属株式会社に所有権が移転して馬込の製錬場は廃止となり、1921年（大正10年）に神戸市の吉田実次郎の所有、1927年（昭和2年）山口県阿武郡萩町（現在の萩市）の林鉱業株式会社の所有と、順次所有権が移転した。
1929年（昭和4年）に日本鉱業株式会社所有となって以降採掘に力を入れられるようになった。この時代は坑内掘りであり、海抜90メートル地点に設けた本坑を主要運搬搬出坑道とし、海抜25メートル地点に下部排水坑道を設けていた。そして立坑を設けて10メートルおきに水平坑道を開設して、高品位な部分を狙った採掘を行っていた。
1937年（昭和12年）に日中戦争が始まると、政府は産金法を制定して金の採掘を奨励し、金鉱業は活況を呈するようになった。1939年（昭和14年）には採掘を機械化したうえで月に1万トンの処理ができる青化製錬施設の建設に着手し、1941年（昭和16年）に完成させた。この製錬所は赤水浦に設けられ、鉱山との間に約2,000メートルのケーブルを架設して鉱石を運搬した。従業員は800人に達し、数百戸の社宅がこの地区に建設されて黄金ラッシュの観を呈した。しかし太平洋戦争の勃発とともに対外貿易が途絶して金の用途がなくなり、1943年（昭和18年）に金鉱山整備令が出され、帝国鉱業開発に鉱山を接収されて設備を解体転用されることになり、休山となった。製錬所や社宅は解体撤去されて他の鉱山に転用されることになり、労務者も去っていったが、どこの鉱山に転用されたのかはわかっていない。
1947年（昭和22年）2月に帝国鉱業開発からの委託稼業の形で日本鉱業が採掘を再開し、1949年（昭和24年）11月には日本鉱業が採掘権を再取得した。日本鉱業は、元の位置に製錬所を再建する計画を立てていたが、朝鮮戦争の勃発により結局実現することがなかった。再開後も同様に坑道を掘削して高品位な部分を狙った採掘を行っていたが、1954年（昭和29年）頃からそれまでの坑内掘りから露天掘りを併用するようになり、低品位鉱の採掘を行うようになった。1962年（昭和37年）にそれまでの日本鉱業直営から独立した春日鉱山株式会社が発足して操業するようになり、採掘全量を含金珪酸鉱として販売することにして、全面的に露天掘りが行われるようになった。
2008年（平成20年）に、同じ枕崎市内の岩戸鉱山について有限会社宮内赤石鉱業所と春日鉱山株式会社が共同鉱業権者となり、岩戸鉱山の操業管理も春日鉱山が行うようになった。これ以前も岩戸鉱山の産出鉱石を買鉱して処理を行っていたが、操業管理の一貫化によってより安定的に操業が可能となった。2011年（平成23年）時点で、両方の鉱山を合わせて直轄21名、協力会社6 - 8名で操業を行っており、春日鉱山は月産約2000トンである。

## 操業
採掘は露天掘りによって実施され、クローラードリルを用いて穴をあけ、アンホ爆薬またはエマルション爆薬を装填して発破し、ブレーカーで鉱石を小割し、油圧ショベルでダンプカーに積み込んで、原鉱ビンに投入される。岩戸鉱山で産出された鉱石も、春日鉱山に搬入されて同様に原鉱ビンに投入されており、両鉱山の違いは採掘現場から原鉱ビンまでの運搬距離のみである。なお、赤石鉱山からも買鉱を行っており、協力体制にある。
原鉱ビンの鉱石は取り出されると、数段階の破砕過程を経て、粒径3ミリメートルから20ミリメートルの20ミリメートル鉱と、3ミリメートル以下の3ミリメートル鉱の2種類の製品となる。破砕能力は1日当たり600トンである。珪酸分が85から90パーセントにもなる硬い石を破砕するため、破砕設備のライナーなどの摩耗が激しく、物件費の約6割がこの交換費用に充てられている。
いったん貯蔵された製品は、10トンダンプカーに積み込まれて枕崎港または坊津港に運ばれ、港の貯蔵施設で保管の後、ベルトコンベアにより船積みされて出荷される。20ミリメートル鉱は主にパンパシフィック・カッパー佐賀関製錬所へ、3ミリメートル鉱は三菱マテリアル直島製錬所へ出荷されている。銅製錬所へ出荷された含金珪酸鉱は、銅精鉱を粗銅にする際の副原料であるフラックスとして使用されている。
1929年（昭和4年）から2007年（平成19年）までの累計産出量は約350万トンで、金の平均品位は1トン当たり2.8グラムであり、計算される累計産金量は約9.8トンである。2008年（平成20年）の資源量評価によれば、なお20年以上の安定操業が可能と評価されている。